# Romans (film)
Romans är en svensk dramafilm från 1940 i regi av Åke Ohberg.

## Om filmen
Filmen premiärvisades 17 december 1940 på biograf Saga i Stockholm. Den spelades in vid Europa Studio i Sundbyberg med exteriörer från Hässelby slott i Stockholm av Sven Thermænius. Filmen var Åke Ohbergs debutfilm som regissör

## Rollista i urval
- Peter Kreuder - Peter Kreuder
- Sonja Wigert - Britta Bergman
- Sture Lagerwall - ingenjör Thor Hjelm, godsägare
- Åke Ohberg - Sten, Thors vän
- Wera Lindby - Ann Jansson, Stens väninna
- Stig Järrel - Robert Lundberg, Kreuders impressario
- Dagmar Ebbesen - tant Carola
- Olof Winnerstrand - farfar
- Fritiof Billquist - disponent Fredriksson, styrelseordförande i Agrarbolaget AB
- Ragnar Falck - Ragnar Jonsson
- Carl Ström - verkmästaren
- Georg Funkquist - dammsugaragenten
- Gideon Wahlberg - Karlsson
- Nils Ohlin - arkitekt Blommer
- Nils Johannisson - reseledaren

## Musik i filmen
- Romans (Kreuder), kompositör Peter Kreuder, text Roni, instrumental.
- Långt, långt bort, kompositör Peter Kreuder, text Karl-Lennart, instrumental.
- Valurile Dunari (Donauwellen), kompositör Ion Ivanovici, instrumental.
- Champagnegalop (Champagnegaloppen), kompositör Hans Christian Lumbye, instrumental.
- Blaues Meer, kompositör Peter Kreuder, framförs på piano av Peter Kreuder
- Arholmavalsen (Sommarsolen glöder, staden känns så kvalmig), kompositör Albin Carlsson, text H. S-s, framförs i ett dragspelssolo.
- Drick ur ditt glas, kompositör och text Carl Michael Bellman, instrumental.
- Gubben Noak, text Carl Michael Bellman, instrumental.
- Fjäriln vingad syns på Haga (Haga), kompositör och text Carl Michael Bellman, instrumental.
- Liksom en herdinna högtidsklädd, kompositör och text Carl Michael Bellman, instrumental.
- Vila vid denna källa (Oförmodade avsked, förkunnat vid Ulla Winblads frukost en sommarmorgon i det gröna), kompositör och text Carl Michael Bellman, instrumental.
- Movitz blåste en konsert, kompositör och text Carl Michael Bellman
- For a State Occasion, kompositör Barry Tattenhall, instrumental.
- Jänta å ja, text Fredrek på Rannsätt, instrumental.
- Hej, tomtegubbar, instrumental.